# Peter Steffen
Pour les articles homonymes, voir Steffen.
Peter Steffen, de son vrai nom Ernst Bublitz (né le 26 septembre 1930 à Duisbourg, mort le 31 août 2012 à Rösrath) est un chanteur allemand.

## Biographie
À six ans, il apprend l'accordéon et joue avec son père et sa sœur. Après la fin de la Seconde Guerre mondiale, Steffen, dont le père est mort prisonnier de guerre, trouve du travail dans la mine de Beeckerwerth puis obtient un certificat de tourneur en 1950. Ancien enfant de chœur et membre d'une chorale, il prend des cours de chant et étudie la contrebasse. Au début des années 1950, il fonde un orchestre de danse qui se produit à Duisbourg et autour.
En 1958, il est présenté comme un jeune talent par Margot Hielscher lors d'une émission de la SDR à la Gustav-Siegle-Haus à Stuttgart. Wolfram Röhrig, le directeur musical de la SDR, le présente à Gerhard Mendelson, producteur de Polydor. Steffen est invité à une séance photos au Konzerthaus de Vienne, où il signe un contrat d'enregistrement. Mais comme pendant deux ans aucun disque ne sort, il va voir Kurt Richter, le directeur de Polydor, pour se rappeler à son souvenir.
En octobre 1960, Steffen enregistre à la Salle de musique de Hambourg (de) son premier disque Als ich ein kleiner Junge war, une adaptation de la chanson américaine Didi-O-Day, produit par Bobby Schmidt. En 1961, il apparaît dans le film Ach Egon!, où il chante le titre Tag für Tag écrit par Heino Gaze, qui n'est pas publié. Jusqu'en 1963, Polydor produit six autres singles avec Steffen, souvent avec son fils Roland ou la chanteuse pop Hannelore Bassen sous le duo "Susie und Peter". Le duo obtient son plus grand succès avec Vier Schimmel, ein Wagen, adaptation de l'instrumental Wheels.
En 1963, Steffen refuse la prolongation du contrat avec Polydor. Il crée son propre groupe avec lequel il se produit ; il fait quelques enregistrements pour la radio est-allemande.

## Discographie
Singles
(Face A / Face B)
Label Polydor
- Als ich ein kleiner Junge war / Es liegt mir am Herzen (1960)
- Es war an der Riviera / Eine himmelblaue Kutsche (1961), avec Hannelore Bassen (Susie und Peter)
- Sie war ein Kind der Heide / Drei zärtliche Küsse (1961), avec Hannelore Bassen (Susie und Peter)
- Vier Schimmel, ein Wagen / Der Puppenspieler (1961), face A : avec Hannelore Bassen
- Wenn morgen früh die Sonne scheint / Wie im September (1961), face A : avec son fils Roland
- Auf meinen Jungen kann ich mich verlassen / Erst mußt du noch zur Schule geh’n (1962), avec son fils Roland
- Pepinos Freund Pasquale / Ich bin dein, du bist mein (1963)

## Source de la traduction
- (de) Cet article est partiellement ou en totalité issu de l’article de Wikipédia en allemand intitulé « Peter Steffen » (voir la liste des auteurs).